# Jitendra Malik
Jitendra Malik (Matura, Índia, 1960) é um informático indiano-estadunidense, que trabalha com visão computacional e computação gráfica.

## Formação e carreira
Malik estudou engenharia elétrica no Indian Institute of Technology Kanpur com um bacharelado em 1980 e obteve um [[[doutorado]] em 1985 na Universidade Stanford, orientado por Thomas Binford, com a tese Interpreting Line Drawings of Curved Objects. Em 1986 foi professor assistente, em 1991 professor associado e em 1996 professor pleno na Universidade da Califórnia em Berkeley.
Em 2015/16 foi pesquisador convidado no Google.
Recebeu o Prêmio ACM-AAAI Allen Newell de 2016. É membro da Academia Nacional de Engenharia dos Estados Unidos (2011), Academia de Artes e Ciências dos Estados Unidos (2013) e da Academia Nacional de Ciências dos Estados Unidos (2015), e fellow da Association for Computing Machinery (ACM) e do Instituto de Engenheiros Eletricistas e Eletrônicos (IEEE). Recebeu o Prêmio IJCAI por Excelência em Pesquisa de 2018 e o Prêmio Pioneiro da Computação de 2019.

## Publicações selecionadas
- com D. Martin, C. Fowlkes: Learning to detect natural image boundaries using local brightness, color, and texture cues, IEEE transactions on pattern analysis and machine intelligence, Volume 26, 1985, p. 530–549
- Interpreting Line Drawings of Curved Objects, Int. J. Computer Vision,Volume 1, 1987, p. 73–103
- com P. Perona: Scale-space and edge detection using anisotropic diffusion, IEEE Transactions on pattern analysis and machine intelligence, Volume 12, 1990, p. 629–639
- com P. E. Debevec, C. J. Taylor: Modeling and rendering architecture from photographs: A hybrid geometry-and image-based approach, Proceedings of the 23rd annual conference on Computer graphics and interactive techniques, 1996
- com J. Shi, Normalized cuts and image segmentation, IEEE Transactions on pattern analysis and machine intelligence, Volume 22, Nr. 8, 2000, p. 888–905
- com D. Martin, C. Fowlkes, D. Tal: A database of human segmented natural images and its application to evaluating segmentation algorithms and measuring ecological statistics, Proc. Eight Int. Conf. on Computer Vision (ICCV), 2001
- com T. Leung: Representing and recognizing the visual appearance of materials using three-dimensional textons, International Journal of Computer Vision, Volume 43, 2001, p. 29–44
- com S. Belongie, T. Leung, J. Shi: Contour and texture analysis for image segmentation, International Journal of Computer Vision, Volume 43, 2001, p. 7–27
- com C. Carson, S. Belongie, H. Greenspan: Blobworld: Image segmentation using expectation-maximization and its application to image querying, IEEE Transactions on Pattern Analysis and Machine Intelligence, Volume 24, 2002, p. 1026–1038
- com S. Belongie, J. Puzicha: Shape matching and object recognition using shape contexts, IEEE Transactions on Pattern Analysis and Machine Intelligence, Volume 24, 2002, p. 509–522
- com X. Ren: Learning a classification model for segmentation, Proceedings of the Ninth IEEE International Conference on Computer Vision (ICCV) 2003
- com Alexei A. Efros, A. C. Berg, G. Mori: Recognizing action at a distance,  Proceedings of the Ninth IEEE International Conference on Computer Vision (ICCV) 2003
- com P. E. Debevec: Recovering high dynamic range radiance maps from photographs, ACM SIGGRAPH 2008
- com P. Arbelaez, M. Maire, C. Fowlkes: Contour detection and hierarchical image segmentation, IEEE Transactions on Pattern Analysis and Machine Intelligence, Volume 33, 2011, Sp. 898–916
- com R. Girshick, J. Donahue, T. Darrell: Rich feature hierarchies for accurate object detection and semantic segmentation, Proc. IEEE Conf. Computer Vision and Pattern Recognition, 2014, p. 580–587